# Население Анголы

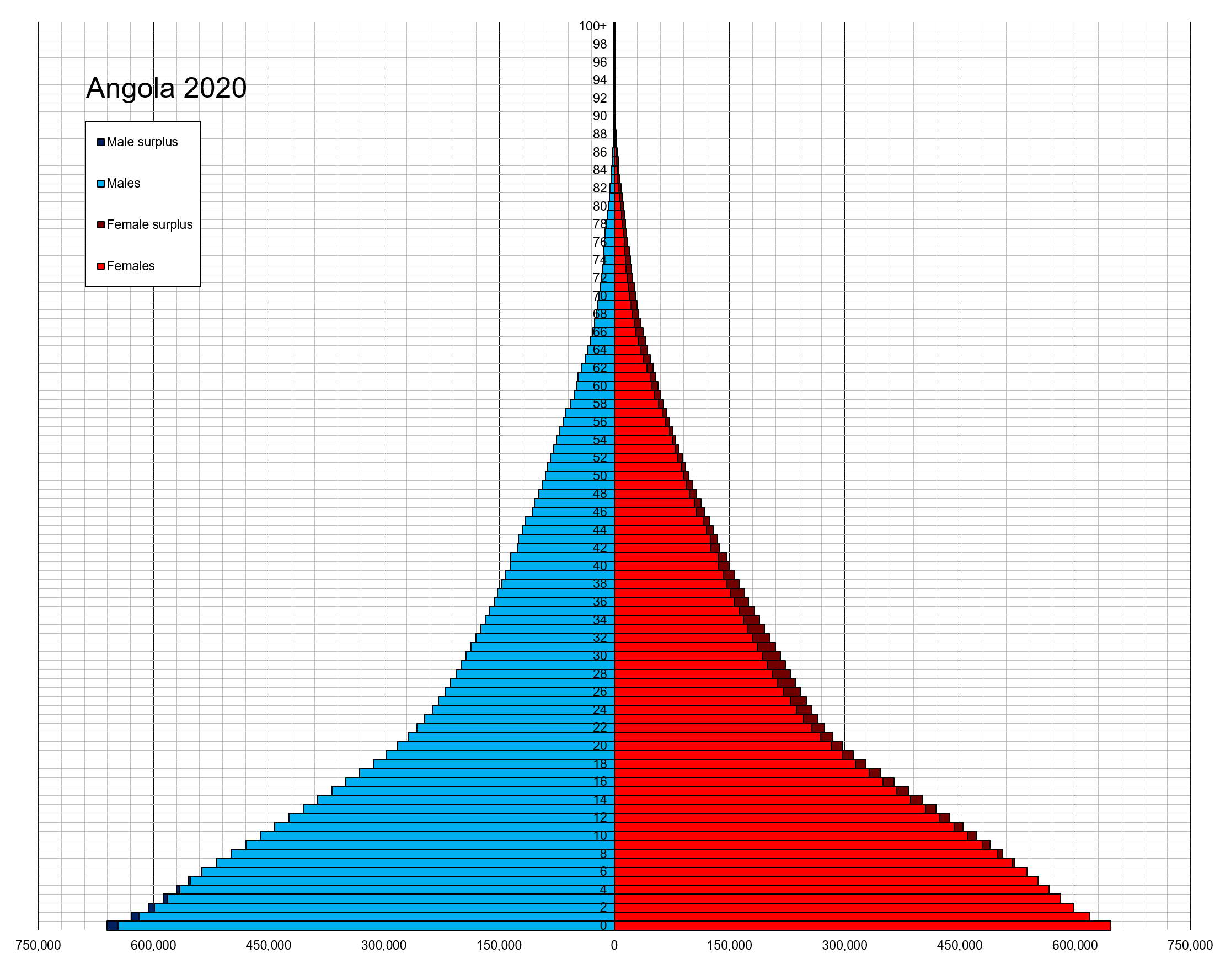
Возрастно-половая пирамида населения Анголы на 2020 год

Численность населения Анголы — 25 789 024 (Перепись 2014 года).
Основную часть народа Анголы составляют три этнические группы: овимбунду (37 %), северные мбунду (25 %) и баконго (13 %). Остальные народности, населяющие страну — чокве, Гангуэла, Нханека-Хумбе, Амбо, Хереро и Ксиндунга. Около 2 % населения составляют африкано-европейские мулаты, 1 % — этнические белые, преимущественно ассимилировавшиеся португальцы.
Рост населения в стране составляет порядка 2 % ежегодно. В Анголе довольно велика детская смертность — в среднем 185 младенцев из 1000 умирают. Средняя продолжительность жизни ангольцев составляет всего порядка 38 лет.
В 2003 году 3,9 % населения было заражено вирусом иммунодефицита (ВИЧ). Каждый год от этой болезни умирает около 21 000 человек.
Более 88 % населения в Анголе — христиане. Большинство из них — католики (57 %) и протестанты (31 %). Около 4,5 % ангольцев исповедуют местные верования.
Официальный государственный язык — португальский. Но широко распространены и африканские языки банту: киконго, кимбунду, умбунду, чокве, мбунда, кваньяма. Из всех африканских стран Ангола является страной, где процент говорящих на португальском языке, как на родном языке является самым высоким: по всей стране около 71,15 % из почти 25,8 миллионов жителей говорят дома на португальском языке согласно данным переписи населения, проведенной в 2014 году. Ангола является второй страной с наибольшим количеством португалоговорящих людей в мире после Бразилии.

## Население Анголы
| Год  | Население  |
| ---- | ---------- |
| 1700 | 2 577 000  |
| 1710 | 2 585 000  |
| 1720 | 2 594 000  |
| 1730 | 2 603 000  |
| 1740 | 2 611 000  |
| 1750 | 2 620 000  |
| 1760 | 2 629 000  |
| 1770 | 2 638 000  |
| 1780 | 2 646 000  |
| 1790 | 2 655 000  |
| 1800 | 2 664 000  |
| 1810 | 2 673 000  |
| 1820 | 2 696 000  |
| 1830 | 2 718 000  |
| 1840 | 2 741 000  |
| 1850 | 2 764 000  |
| 1860 | 2 787 000  |
| 1870 | 2 844 000  |
| 1880 | 2 902 000  |
| 1890 | 2 961 000  |
| 1900 | 3 022 000  |
| 1910 | 3 084 000  |
| 1920 | 3 321 000  |
| 1930 | 3 576 000  |
| 1940 | 3 851 000  |
| 1950 | 4 117 617  |
| 1960 | 4 797 344  |
| 1970 | 5 605 626  |
| 2014 | 24 300 000 |